# José Martínez (Musiker)
José Martínez (* 28. Januar 1890 in Buenos Aires; † 27. Juli 1939 ebenda), genannt „El Gallego“ (Der Spanier), war ein argentinischer Musiker (Gitarrist, Pianist), Bandleader und Komponist des Tango Argentino.

## Leben und Werk
Martínez besuchte die High School und arbeitete später in einem Notarbüro. Während dieser Zeit brachte er sich das Klavierspiel selber bei. Im Jahr 1911 bildete er mit Augusto Berto und Julio Doutry ein Trio, das vor allem in Cafés auftrat. Später spielte er in der Band von Berto, dem Quinteto Augusto, das 1914 bei Atlanta Records die erste Platte aufnahm. Eduardo Arolas, genannt El Tigre del bandoneón, holte ihn in seine Band, um Agustín Bardi zu ersetzen.
José Martínez gehörte zu den großen Pianisten in der Frühzeit der Entstehung der klassischen Tango-Orchester. Mit seinen Kompositionen spielte er eine wichtige Rolle bei der Entwicklung des Tango Argentino als neue, eigenständige Kunstform. Im Jahr 1916 gründete er gemeinsam mit dem Musiker und Komponisten Francisco Canaro das Orquesta Canaro-Martínez. Gemeinsam mit Canaro und Osvaldo Fresedo trat er im Juli 1916 auch im Cabaret Montmartre im Pariser Vergnügungsviertel Montmartre auf. Für den 20th-Century-Fox-Film Cleopatra (1917) mit Theda Bara in der Hauptrolle schrieb er seine gleichnamige Tango-Komposition Cleopatra. Ab 1919 arbeitete er musikalisch mit dem Bandoneonisten und Komponisten Rafael Rossi zusammen.
1918 gehörte Martínez zu den Gründungsmitgliedern der Sociedad Argentina de Autores y Compositores de Música (SADAIC), der argentinischen Urheberrechtsgesellschaft.

## Kompositionen (Auswahl)
| - Ambiciosa - Aquella princesita - El Aromado - Calma chicha - Canaro - La Corbonada - Cleopatra - El Cofrecito - Congojas - La Correntada - De vuelta al bulín - El del gabán azul - El Estudiante - Expresión campera - Gauchita | - Hasta cuando - Indiada - Indio - Lepanto - Madrecita de Pompeya - La Maleva - Marianita - El Matrero - Nenas - No aflojes corazón - Olivero - Ombú - Pablo - El Palenque - La Pampita | - Pedacito de cielo - Penas - El Pensamiento - Pobre gaucho - Polvoría - La Provincianita - Punto y coma - Pura uva - Rinconada de mis tiempos - Samuel - Tengan Paciencia - Termómetro - La Torcacita - Tres de copa - Yerba mala |